# Disdiadocochinezie
Disdiadocochinezia sau disdiadocokinezia este o dischinezie ce se manifestă prin deteriorarea abilității de a efectua mișcări antagoniste în succesiune rapidă, cum ar fi pronația și supinația sau flexia și extensia unui membru sau a mâinii; ea indică o leziune cerebeloasă, fiind o caracteristică a ataxiei cerebeloase.
Termenul disdiadocochinezie provine din cuvintele grecești dys = greu, dificil, diadokos = succesiv și kinesis = mișcare.
A nu se confunda cu adiadocochinezie.